# 3046 Molière
3046 Molière è un asteroide della fascia principale del diametro medio di circa 20,36 km. Scoperto nel 1960, presenta un'orbita caratterizzata da un semiasse maggiore pari a 3,1352819 UA e da un'eccentricità di 0,1513428, inclinata di 18,33231° rispetto all'eclittica.